# Germania ai XVI Giochi olimpici invernali
La Germania partecipò ai XVI Giochi olimpici invernali, svoltisi ad Albertville, Francia, dall'8 al 23 febbraio 1992, con una delegazione di 111 atleti impegnati in undici discipline.